# Copa México 1939/40
Die Copa México 1939/40 war eine Spielzeit des mexikanischen Fußballpokals Copa México. Pokalsieger wurde zum insgesamt siebten Mal die Mannschaft des CF Asturias, die sich im Finale gegen den Club Necaxa durchsetzen konnte. Das Pokalturnier wurde unmittelbar im Anschluss an die Punktspielrunde der Saison 1939/40 ausgetragen und wie diese ausschließlich von Mannschaften aus Mexiko-Stadt bestritten.

## Modus
Das Turnier begann mit der am 28. März 1940 ausgetragenen Partie zwischen dem Real Club España und dem CF Atlante (0:2) und endete mit dem am 28. April 1940 ausgetragenen Pokalfinale. Es wurde im K.-o.-Verfahren ausgetragen, wobei die Sieger der Begegnungen der Vorrunde in Hin- und Rückspielen ermittelt wurden und sich die Siegermannschaft mit der besten Bilanz direkt für das Finale qualifizierte. Die beiden anderen Sieger ermittelten den Finalteilnehmer im Halbfinale, das – ebenso wie das Finale – in einer einzigen Begegnung entschieden wurde, die jeweils im Parque Asturias ausgetragen wurde.

## Die Spiele

### Vorrunde
Die Begegnungen des Viertelfinals wurden zwischen dem 28. März und 14. April 1940 ausgetragen.
|                  | Gesamt |              | Hinspiel | Rückspiel |
| ---------------- | ------ | ------------ | -------- | --------- |
| Real Club España | 6:4    | CF Atlante   | 0:2      | 6:2       |
| Club América     | 1:5    | CF Asturias  | 1:5      | 0:0       |
| Club Necaxa      | 8:4    | CF Monterrey | 6:3      | 2:1       |

Mit der besten Bilanz (einziges Team mit zwei Siegen) qualifizierte Necaxa sich direkt für das Finale, während die „alten spanischen Rivalen“ den „Umweg“ über das Halbfinale gehen mussten.

### Halbfinale
- CF Asturias – Real Club España 6:3

### Finale
- CF Asturias – Club Necaxa 1:0

Das entscheidende Tor im Endspiel erzielte Enrique Larrinaga in der 34. Minute. Weitere Spieler im Kader des CF Asturias waren Francisco Argüelles, Eguirao und Tomás Ordóñez sowie möglicherweise Luis Argüelles und Joaquín Urquiaga.